# Jean-Jacques Fockedey
Jean-Jacques Fockedey est un homme politique français, membre de la Convention, né le 15 février 1758 à Dunkerque (Flandre française) et décédé le 11 mai 1853 à Marcq-en-Barœul (Nord).

## Biographie

### Jeunesse
Jean-Jacques Fockedey est né le 15 février 1758 à Dunkerque de Jean-Jacques, alors âgé de 28 ans, et de Marie Lemaire. Jean-Jacques commence ses études dans le collège local et est diplômé de la faculté des Arts de Douai en 1777. Ses parents, assez aisés, l'encouragèrent dans l'obtention de son doctorat de médecine à la faculté de médecine de Montpellier en 1781.
Jean-Jacques se met au service du grand médecin de l'époque, Paul-Joseph Barthez, pendant un an avant de revenir s'installer à Dunkerque en 1783 où il se mit au service de l'hôpital de la charité parallèlement aux consultations privées qu'il accordait.
Imprégné d'une vaste culture, J.-J. Fockedey crée en 1786 une société littéraire et savante nommée « L'Amitié littéraire de Dunkerque » rassemblant les érudits locaux issus d'un important nombre de secteurs d'activités, mais, dans la précipitation de l'année 1792, Jean-Jacques rendra tous les manuscrits à leurs auteurs dans le but de les préserver, si bien qu'il ne reste rien de cette société.
En 1791, Jean-Jacques Fockedey est nommé principal du collège de Jésuites de Dunkerque, sans pour autant cesser d'exercer la médecine et de participer à la vie politique locale.

### Convention nationale
Le 3 septembre 1792, Jean-Jacques Fockedey, délégué de Dunkerque à l'assemblée départementale est élu député du Nord à la Convention nationale  où siégea parmi les modérés.
Dans le procès de Louis XVI, il répondra au 2e appel nominal, celui concernant l'appel au peuple par : « Comme je crois que la majorité de la nation est composée de bons citoyens et non d'intrigants ; comme la guerre ne peut avoir lieu qu'entre deux partis qui se choquent, je crois si le recours au souverain est le meilleur parti que vous puissiez prendre; je dis oui. ».
Au 3e appel nominal, J.-J. Fockedey déclarera :« Louis est la cause de la mort de plusieurs milliers de Français, de la dévastation de nos terres, de l'anéantissement de nos relations commerciales; mais le principe conservateur de la République entière, c'est de ne compromettre, par notre Jugement, ni la sûreté, ni la propriété de ceux qui nous envoient. D'après ces motifs, et comme législateur, je vote pour la détention jusqu'à ce que la République ne soit plus en danger. ». Dans le même esprit, et dans la volonté de sauver le roi de la guillotine, il déclarera durant la séance du 29 décembre 1792 : « Le sang d'un homme qui fut roi est-il donc si absolument nécessaire, qu'on ne doive pas calculer celui des milliers de citoyens qu'il en coûterait pour l'avoir versé? Je voudrai vous rendre avare du sang français! »
Dans la séance du 6 janvier 1793, il se prononça avec véhémence contre la permanence des sections et contre l'influence qu'elles tendaient à exercer sur l'Assemblée.
Jean-Jacques donne sa démission pour raisons de santé le 2 avril 1793.

### Après la Convention
Après sa démission de la Convention nationale, Jean-Jacques Fockedey intègre la Garde nationale comme simple soldat, sans jamais faillir à son devoir.
Victime de la terreur, il est inculpé le 22 novembre 1793 et demeure emprisonné à Arras dans des conditions lamentables jusqu'en janvier 1794 où il est libéré pour raison de santé, mais gardé à vue en résidence. Jean-Jacques ne reprend ses activités de médecin qu'en 1795 et, vivant dans la crainte perpétuelle d'un enrôlement de force, il exerce jusqu'en 1822.
Il se retire ensuite chez sa fille à Hondschoote, puis en 1828 à Bergues où il est adjoint au maire de 1833 à 1837. Enfin, c'est chez son petit-fils à Marcq-en-Barœul qu'il meurt, le 10 mai 1853.
Jean-Jacques Fockedey est enterré à Dunkerque le 13 mai 1853.

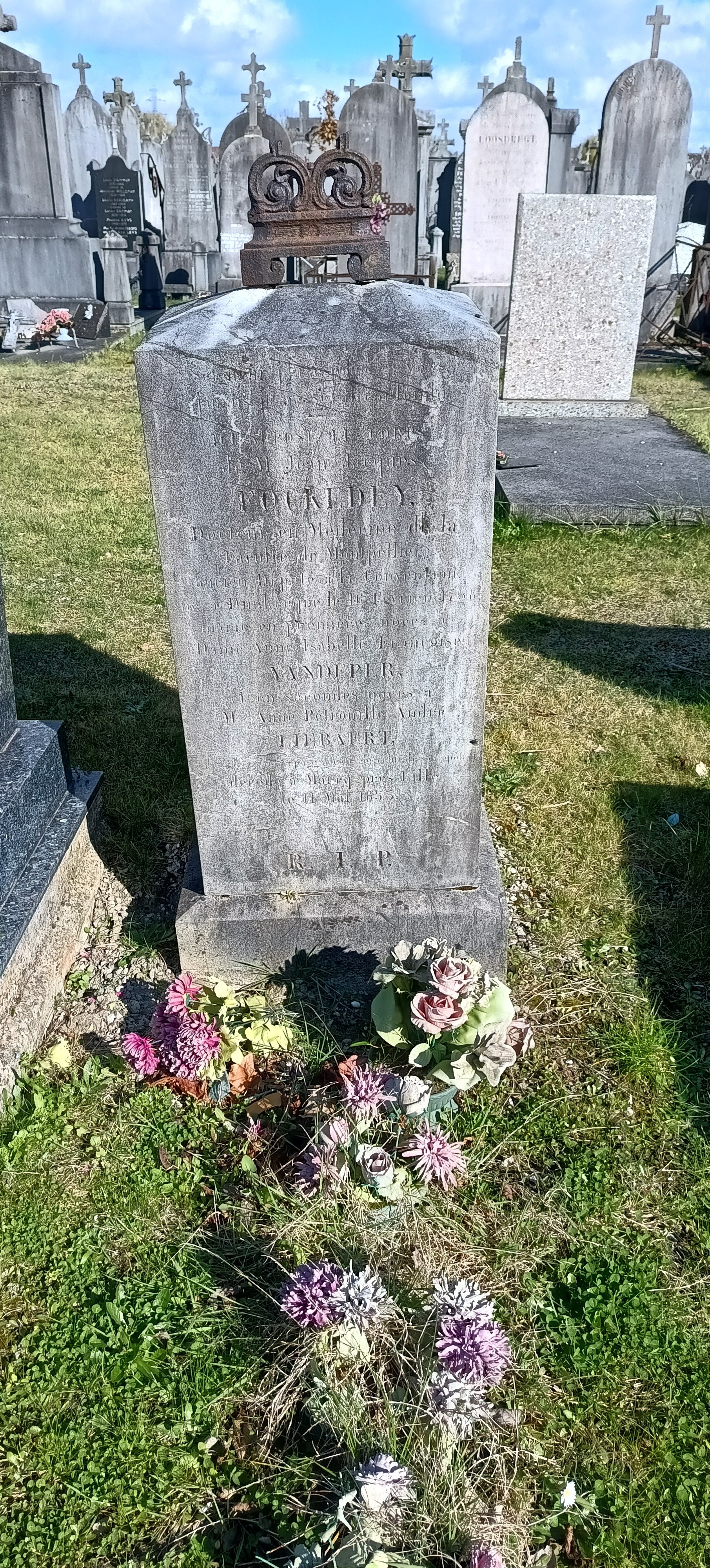
Tombe de Jean-Jacques Fockedey au cimetière de Dunkerque.

## Hommage
- Une rue de Dunkerque porte son nom depuis le 10 mai 1894[1].